# Lista de tipos de sanduíches
Esta é uma lista dos tipos mais comuns de sanduíches e suas características. Um sanduíche é um prato que consiste de uma ou duas fatias de pão com um ou mais ingredientes entre eles. É atribuída sua invenção ao almirante John Montagu, 4.º Conde de Sandwich.

## Sanduíches
| Nome                        | Imagem | Origem         | Descrição |
| --------------------------- | ------ | -------------- | --- |
| Baguncinha                  |        | Brasil         | Sanduíche tipico de Cuiabá no estado de Mato Grosso. É composto por pão de hambúrguer, hambúrguer de carne bovina, salsicha, bacon, calabresa, ovo frito, queijo mussarela, presunto, alface e tomate, sendo preparado na chapa e acompanhado de maionese temperada entre as receitas com o acompanhamento inclui cebolinha, salsinha, limão, ovos, sal e óleo de soja, o sanduíche foi reconhecido pela prefeitura como patrimônio cultural e imaterial da capital mato-grossense.                                                          |
| Barros Luco                 |        | Chile          | Sanduíche popular no Chile que inclui carne e queijo derretido em alguns tipos específicos de pão |
| Bauru                       |        | Brasil         | De acordo com a lei nº 4.314 de 24 de junho de 1998 da Câmara de Vereadores da cidade de Bauru, os ingredientes são: pão francês, rosbife, tomate, picles de pepino e mussarela, condimentado com orégano e sal. Hoje o Bauru possui um programa de certificação. Além desse há o Bauru de carne composto de: pão francês, carne (filet, contra-filet, alcatra, etc...) queijo mussarela, fatias de tomate, condimentado com molho de pimenta, ou não e sal. É muito apreciado e consumido na região central e norte do estado de São Paulo. |
| Xis                         |        | Brasil         | Sanduíche muito popular no Rio Grande do Sul. Um sanduíche de pão, bife, queijo, alface, tomate, milho, ervilha e maionese, que pode conter outras misturas como frango e calabresa, que é prensado em uma chapa quente |
| Beirute                     |        | Brasil         | Sanduíche feito tradicionalmente com pão sírio, rosbife, queijo, alface, tomate, ovo frito. De origem desconhecida, o pão especial, também chamado de pão sírio, foi trazido para São Paulo no início do século XX pelos imigrantes árabes. |
| Bifana                      |        | Portugal       | Carne de porco laminada cozinhada em molho picante, servida em pão bijou ou de forno de lenha. Comida típica das festas populares de verão. No sul do país é servida uma versão com febra grelhada. |
| Bocadillo ou Bocata         |        | Espanha        | Feito com pão espanhol cortado ao meio com molho de maionese, alho, ketchup ou tomate e com algum tipo de carne ou ovos e peixe. |
| Bondipan                    |        | Argentina      | Fatias de paleta de porco assada ou curada, geralmente servidas em pão de brioche crocante |
| Cachorro quente             |        | Estados Unidos | Sanduíche em que se coloca uma salsicha (vina) ou mais dentro de um longo pão sovado ou pão francês. |
| Cachorro-quente vegetariano |        | Estados Unidos | Uma variação do cachorro quente tradicional, porém feito com salsichas à base de soja ou outra proteína não animal. |
| Chivito                     |        | Uruguai        | Sanduíche de carne e outros ingredientes, geralmente coberto com molho de maionese e servido com batatas fritas, salada russa ou outro acompanhamento. |
| Choripán                    |        | Argentina      | Tipo de alimento que consiste em duas fatias de pão, entre as quais é colocada um chouriço, geralmente temperado com chimichurri ou salsa criolla. |
| Döner kebab                 |        | Turquia        | Döner kebab é um prato nacional turco, feito de carne assada num espeto vertical e fatiada antes de ser servida com pão. |
| Francesinha                 |        | Portugal       | Tem a forma de uma sanduíche e é constituída por linguiça, salsicha fresca, fiambre, carnes frias e bife de carne de vaca ou, em alternativa, lombo de porco assado e fatiado, coberta com queijo posteriormente derretido. |
| Francesinha poveira         |        | Portugal       | É uma variação da Francesinha tradicional, porém de origem de Póvoa de Varzim. É feita de linguiça, fiambre, queijo e mostarda em pão cacete. |
| Gyros                       |        | Grécia         | Carne assada num forno vertical, servida num pão de pita ou sanduíche. Como acompanhamento da carne incluem-se algumas verduras e molhos. Os mais comuns acompanhamentos são o tomate, a cebola e o molho tzatziki. |
| Hambúrguer                  |        | Alemanha       | O hambúrguer é uma espécie de bolinho achatado de carne moída, servido entre dois pães, formando um sanduíche. Pode ser acompanhado por condimentos e outros ingredientes também colocados dentro dos pães. |
| Hambúrguer vegetariano      |        | Estados Unidos | Variação do hambúrguer tradicional, porém feito com uma proteína não animal. |
| Kokoretsi                   |        | Grécia         | Intestinos de cabra ou cordeiro temperada com Offal dentro de um pão sírio |
| Kummelweck                  |        | Estados Unidos | Sanduíche de carne bovina, normalmente rosbife, servida num pãozinho salpicado com sal grosso e sementes de alcaravia. |
| Leberkäse                   |        | Alemanha       | É uma preparação à base de carne de vaca e de porco misturada com água, sal e condimentos, e moída até formar uma pasta que depois é cozida no forno numa forma de pão. |
| Mett ou Hackepeter          |        | Alemanha       | Prato típico alemão feita a base de carne crua e com outros temperos fortes e servido com pão. |
| Misto-quente                |        | Reino Unido    | Sanduíche feito de duas fatias de pão (de hambúrguer, francês ou de forma) com recheio de queijo e presunto. Quando aquecido na chapa, chama-se de misto-quente. O misto quando feito somente com queijo é chamado de queijo-quente. Quando servido frio, chama-se de misto-frio. |
| Poboy                       |        | Estados Unidos | Tradicionalmente feito de rosbife, mas a maior parte das vezes leva peixe ou mariscos fritos, picles, molho picante, alface, maionese ou outros. |
| Sanduíche de bacon          |        | Reino Unido    | Consiste de duas longas fatias de pão cortadas longitudinalmente com bacon, manteiga e condimentos. |
| Sanduíche submarino         |        | Estados Unidos | Consiste de duas longas fatias de pão cortadas longitudinalmente recheadas com carne, queijo, tomate, alface e condimentos. |
| Smørrebrød                  |        | Dinamarca      | Fatia de pão de forma escuro, denominado rugbrød, coberta com diversos tipos de recheios, tais como saladas, frango, atum, pasta de fígado, rodelas de tomate ou carne de bovino. |
| Souvlaki                    |        | Grécia         | Pequenas espetadas grelhadas de pequenos pedaços de carne e vegetais. Pode ser servido apenas no palito, para ser comido com as mãos, em um sanduíche com pita, guarnição e molhos ou no prato, com batatas fritas ou arroz pilaf.. |
| Katsu sando                 |        | Japão          | Prato originalmente composto de fatias finas de frango ou carne de vaca assados em um espeto vertical e servidas no pão de forma com legumes e outros acompanhamentos. |
| Xauarma                     |        | Turquia        | Prato originalmente composto de fatias finas de frango ou carne de vaca assados em um espeto vertical e servidas no pão sírio com legumes e outros acompanhamentos. |